# Zajačkova lúka
Zajačkova lúka je přírodní rezervace v katastrálním území obce Nová Bystrica v okrese Čadca v Žilinském kraji na Slovensku. Území bylo vyhlášeno v roce 1979 a jeho rozloha je 3,98 hektaru. Předmětem ochrany jsou travinná společenstva s bohatým výskytem šafránu karpatského (Crocus heuffelianus).